# Leucodrosus
Leucodrosus är ett släkte av skalbaggar. Leucodrosus ingår i familjen vivlar.
Kladogram enligt Catalogue of Life:
| Leucodrosus | \| \| Leucodrosus mariae \| \| \| \| \| \| Leucodrosus pauper \| \| \| \| |
|             | \| \| Leucodrosus mariae \| \| \| \| \| \| Leucodrosus pauper \| \| \| \| |
|             | Leucodrosus mariae                                                        |
|             |                                                                           |
|             | Leucodrosus pauper                                                        |
|             |                                                                           |